# Stawy Wilczowskie
Stawy Wilczowskie – zespół stawów rybnych położonych na terenach leśnych Kotliny Sandomierskiej, w gminie Zaklików (województwo podkarpackie), na północny zachód od wsi Maliniec oraz południowy wschód od Łysakowa-Kolonii, w sąsiedztwie gajówki Wilczów, od której wziął nazwę.

## Położenie i charakterystyka
Zespół 26 stawów położony jest w granicach Parku Krajobrazowego Lasy Janowskie. Akweny łącznie zajmują 93 hektary i były użytkowane w dwudziestoleciu międzywojennym, jak również przez kilkadziesiąt lat po zakończeniu II wojny światowej, po której zostały znacjonalizowane. Najpierw pozostawały w gestii Lasów Państwowych, a następnie Państwowego Gospodarstwa Rybackiego, które zaniechało eksploatacji w 1969, wskutek czego lustro wody obniżyło się do tego stopnia, że tylko 20% stawów jest obecnie wypełnione płytką wodą przez cały rok, a pozostałe jedynie okresowo, utrzymując latem poziom zbliżony do 30 cm.

## Przyroda
Podłoże akwenów jest piaszczyste, przy czym w suchszych miejscach zalegają substancje organiczne (kwaśne torfy i brunatne butwiny) porośnięte przez nasadzane sośniny oraz zarośla brzozowe z wierzbą uszatą i szarą. Obszary częściej podtapiane zajmują płytkie torfowiska przejściowe z roślinnością klas: Scheuchzerio-Caricetea fuscae i Oxycocco-Sphagnetea (ta druga w mniejszości).
Średni roczny poziom opadów atmosferycznych wynosi tutaj 600 mm, a średnia temperatura roczna 7,5 °C. Minimalna temperatura zanotowana na stawach wyniosła –35 °C, a maksymalna 36 °C.
Teren jest cenny przyrodniczo, przede wszystkim z uwagi na obfitą i rzadką faunę. Występują tu cenne gatunki motyli, ważek, mrówek i ptaków wodno-błotnych, m.in. bocianów, czapli, błotniaka stawowego oraz mewy śmieszki. Występuje tu padalec, żmija, zaskroniec, rzekotka drzewna, karczownik, badylarka, orzesznica, nornica ruda, kuna i łoś.
Zespół akwenów prawdopodobnie stanowi jedyny w Polsce przykład przekształcenia się, w wyniku długotrwałego odłogu, środowiska całkowicie zmienionego ręką ludzką w naturalny zespół rzadki w skali krajowej, a nawet europejskiej. W związku z tym w latach 90. XX wieku postulowano utworzenie tutaj rezerwatu przyrody (ewentualnie użytku ekologicznego) o powierzchni 125 hektarów, jednak do dziś pomysł ten nie został zrealizowany.
Badania geobotaniczne zespołu wykonano w latach 1990–1993. Oznaczono wówczas na jego terenie 50 zespołów roślinnych i dziewięć zbiorowisk o bliżej nieokreślonej przynależności fitosocjologicznej. Zdecydowanie najcenniejszy florystycznie jest największy ze stawów, Zielony Smug o powierzchni 20 hektarów. Akwen wywiódł nazwę od rosnącej w nim gromadnie przygiełki brunatnej, która ma zielony kolor. Na całym terenie projektowanego rezerwatu oznaczono cenne lub chronione rośliny oraz grzyby, takie jak m.in.: rosiczka pośrednia, rosiczka okrągłolistna, kruszyna pospolita, widłaczek torfowy, bagno zwyczajne, widłak jałowcowy, widłak goździsty, grążel żółty, grzybienie północne, aster lancetowaty, turzyca bagienna, wąkrota zwyczajna, sit sztywny, sit drobny, przygiełka biała, przygiełka brunatna, bagnica torfowa, pływacz średni, pływacz drobny i sromotnik smrodliwy.

## Toponimia
Począwszy od północnego zachodu stawy noszą następujące nazwy:

1. Jerzy
2. Flis
3. Janik
4. Andrzej
5. Witold
6. Zielony Smug
7. Dziurka
8. Jan
9. Zatracony
10. Cholewa
11. Stanisław
12. Zgoda
13. Olszyna
14. Żwirko
15. Dziadek
16. Choma
17. Roman
18. Tonia
19. Marysin
20. Mieczysław
21. Ziarno
22. Szary
23. Czarny
24. Maciek
25. Wilk
26. Granicznik[1]

## Galeria (zdjęcia przykładowe)

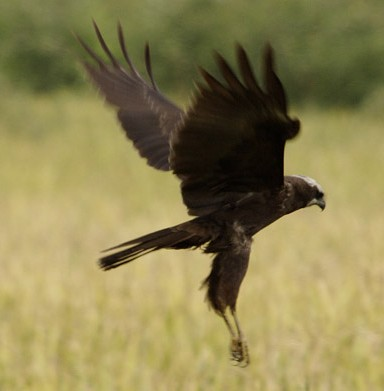
Błotniak stawowy
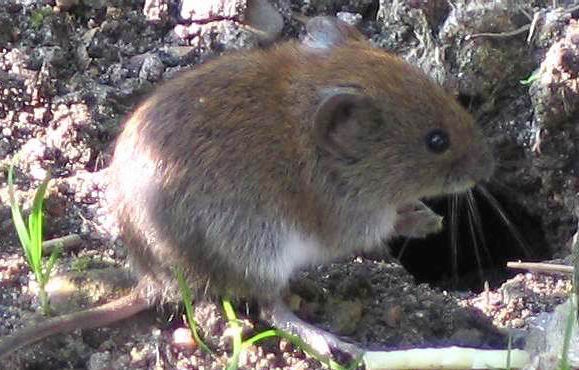
Nornica ruda
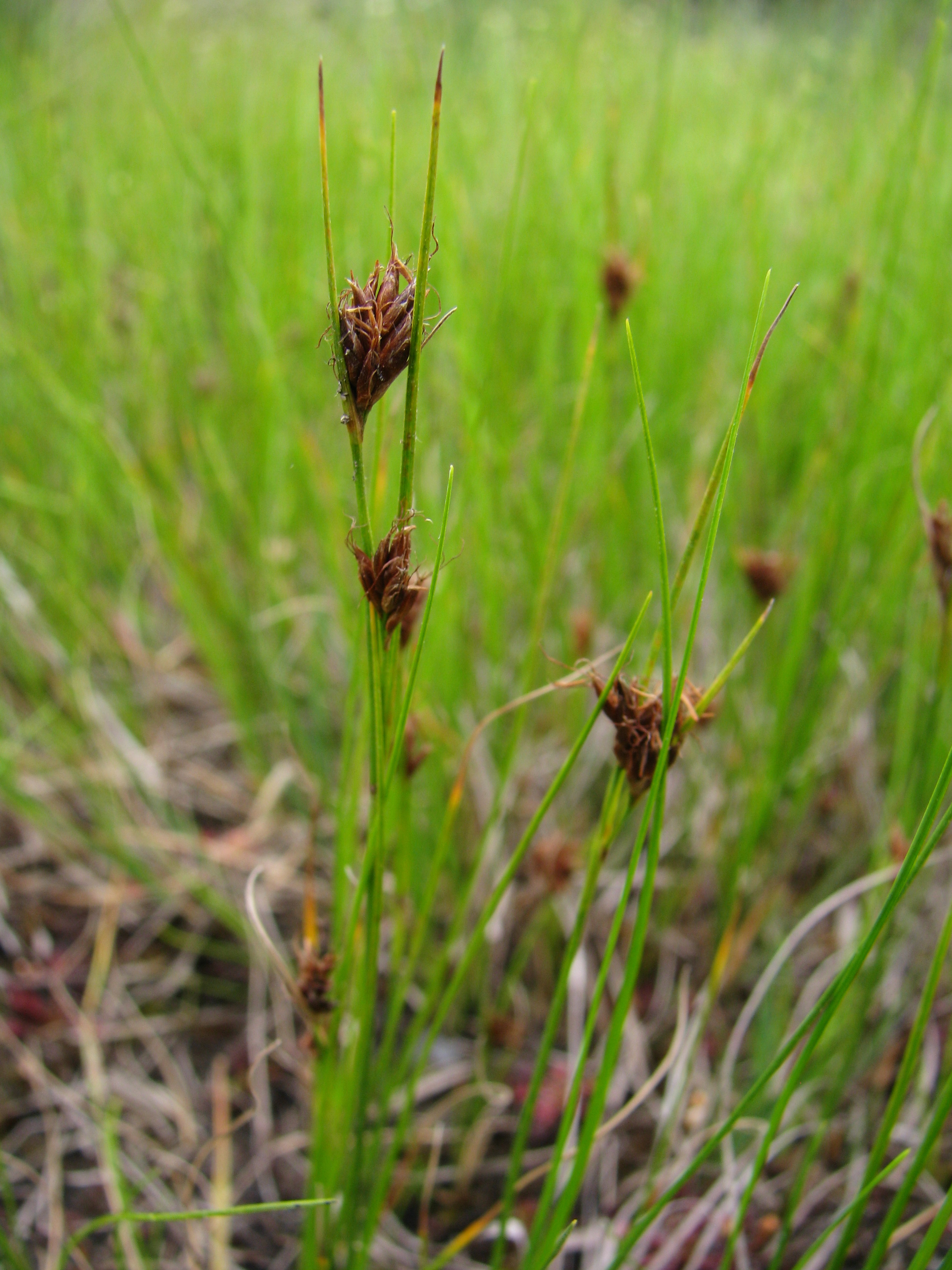
Przygiełka brunatna
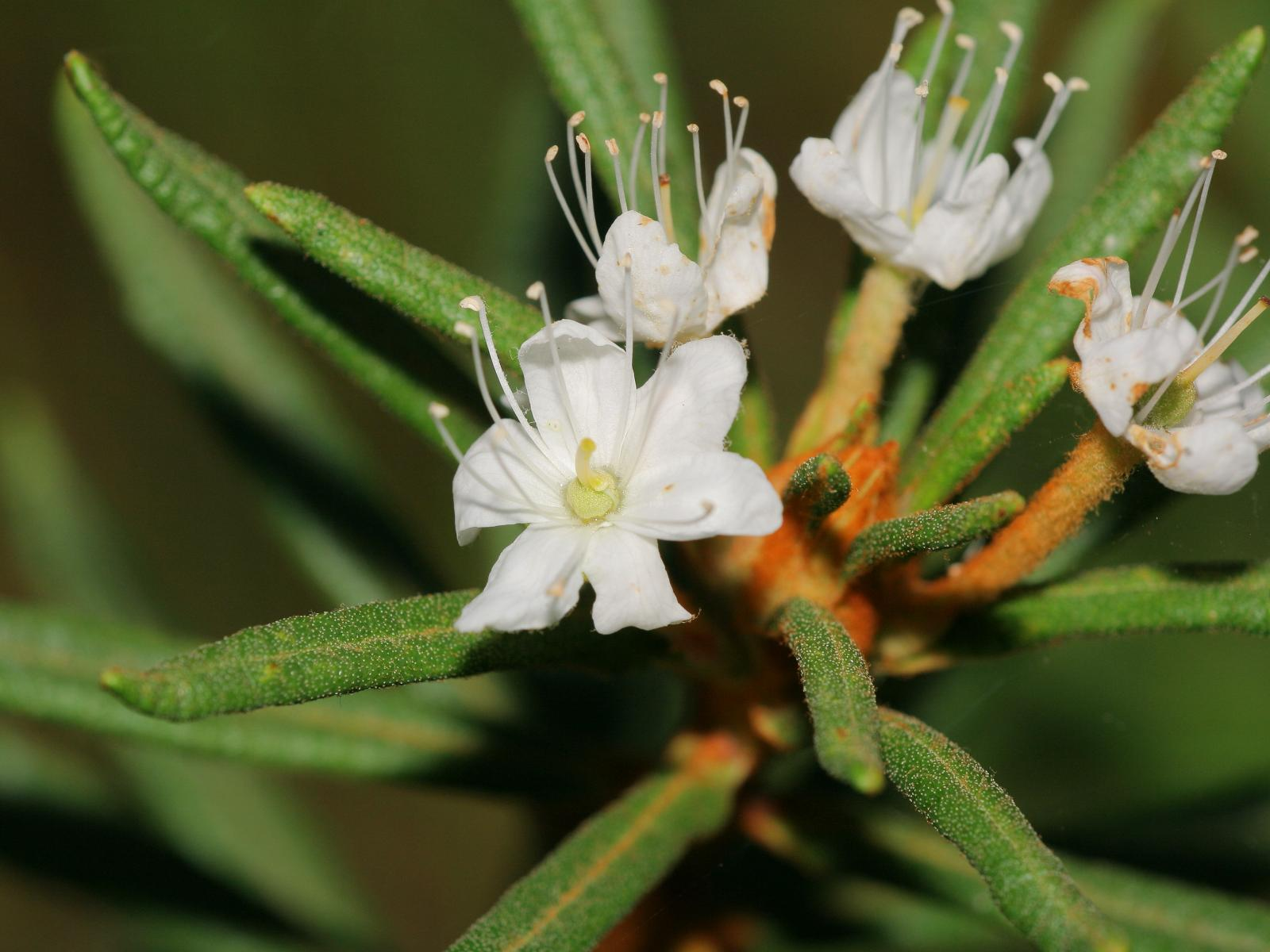
Bagno zwyczajne
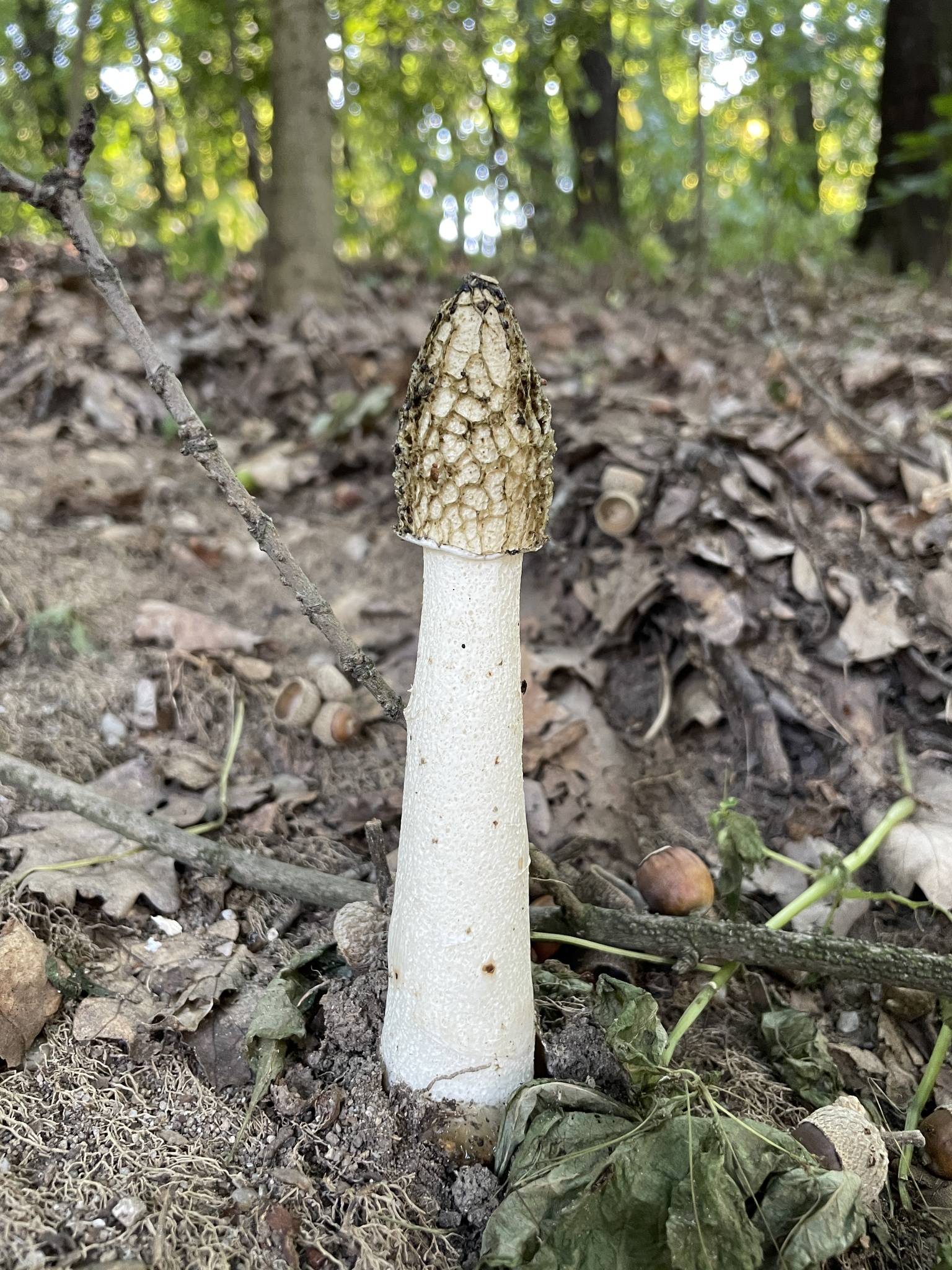
Sromotnik smrodliwy